# FP-45 Liberator
FP-45 Liberator — однозарядный гладкоствольный пистолет времён Второй мировой войны, выпускавшийся в США в 1942 году для партизанских войск и войск сопротивления.
Пистолет был чрезвычайно прост в производстве, он имел всего 23 части, получаемые в результате штамповки или прессования. Себестоимость оружия составляла 2,40 доллара. Разработка проекта заняла всего лишь 6 месяцев. Завод в Андерсоне (Индиана) изготовил около миллиона единиц в течение примерно 11 недель лета 1942 года силами 300 рабочих.
Оружие использовало пистолетный патрон калибра .45 ACP и имело гладкий ствол, из-за которого максимальная прицельная дальность была меньше 8 метров.
«Liberator» упаковывался в картонную коробку с 10 патронами, деревянным шпунтом для удаления пустой гильзы и инструкцией по уходу за оружием. Запасные патроны могли храниться в рукоятке пистолета. Незаряженный пистолет без патронов в рукоятке имел массу 445 граммов, длину 141 мм при длине ствола 102 мм.
Для перезарядки пистолета ударник оттягивался назад и поворачивался на 90 градусов. При этом открывается канал ствола, и в патронник вручную вкладывался патрон. При постановке ударника на место взводилась боевая пружина ударника. После выстрела вручную открывался ствол и удалялась стреляная гильза, также вручную. При удалении стреляной гильзы подручным предметом её зацепляли за фланец или выталкивали прилагаемым шпунтом.
Из-за простоты и дешевизны пистолет называли «Woolworth gun» (в примерном переводе как «пистолет из магазина „Всё по 5 центов“»).
Результаты испытаний показали, что средний срок службы составлял 50 выстрелов.

## Военное применение
Оружие планировалось забрасывать за линию фронта для использования партизанскими войсками. «Liberator» не рассматривался как основное оружие для ведения боя; планировалось, что бойцы сопротивления, получив такое оружие, будут использовать его для скрытного нападения на противника, в том числе для похищения оружия.
Половину из миллионного выпуска пистолетов планировалось сбросить над оккупированной Европой, однако документальных подтверждений массовой заброски пистолетов нет. Лишь только около 25 тысяч единиц было передано в Великобританию для снабжения французского Сопротивления. Похожая картина была и на тихоокеанском фронте. В итоге армия передала около 450 тысяч пистолетов OSS. В 1944 году OSS передал некоторое количество FP-45 греческим партизанам. Также есть документальные подтверждения передачи пистолетов в Китай и на Филиппины.
В настоящее время в США разрешён к импорту и приобретению в качестве исторического коллекционного оружия